# Jerzy Kronhold
Jerzy Antoni Kronhold (24. ledna 1946 Těšín – 13. listopadu 2022 Żory) byl polský básník, diplomat a kulturní aktivista; dvakrát generální konzul v Ostravě (1991–1995, 2007–2011) a ředitel polského institutu v Bratislavě (2000–2006).

## Životopis
Vystudoval polský jazyk na Jagellonské univerzitě v Krakově, vystudoval Státní vysokou školu divadelní A. Zelwerowicza ve Varšavě v oddělení režie dramatu (1984). Debutoval v roce 1965 v almanachu Lodžského jara básníků. Patřil k Krakovské poetické skupině „Teraz“.
Pořadatel poetických setkání v Těšíně v letech 1970–1972, kterých se zúčastnila přední skupina básníků Nowa fala (byl spoluzakladatelem).
Krátce je svázán s Teatrem Śląskim jménem Stanisława Wyspiańskigo v Katovicích jako režisér a později literární režisér. V osmdesátých letech provozoval starožitnictví Juliana Przybose v Těšíně.
Aktivista a dočasný mluvčí za polsko-česko-slovenskou solidaritu. Původce (spolu s Jakubem Mátlem) divadelního festivalu „Na hranici“ v Těšíně a Českém Těšíně, který řídil po dvě sezóny. Organizátor hlasujících protestů proti výstavbě koksovny v Stonavě.
Dvakrát polský generální konzul v Ostravě (v letech 1991–1996 a 2007–2011) a ředitel polského institutu v Bratislavě (2000–2006).

## Dílo
- Samopalenie (1972) WL
- Baranek lawiny (1980) WL
- Oda do ognia (1982) Bielsko-Biała
- Niż (1990) Cieszyn
- Wiek brązu (2000) a5 Kraków
- Epitafium dla Lucy (2012) Fundacja Zeszytów Literackich
- Szlak jedwabny (2014) Warstwy Wrocław
- Wybór wierszy (2014) a5 Kraków
- Skok w dal (2016) WL
- Stance (2017) Convivo Warszawa
- Adres w ciemnościach (2017) Muzeum Drukarstwa Cieszyn
- Pali się moja panienko (2019) WL
- Długie spacery nad Olzą (2020) WL

## Ocenění
- Polský Záslužní kříž (2004)
- Řád znovuzrozeného Polska (2008)
- Złoty laur umiejętności i kompetencji (2010)
- Krzyż Wolności i Solidarności (2015)

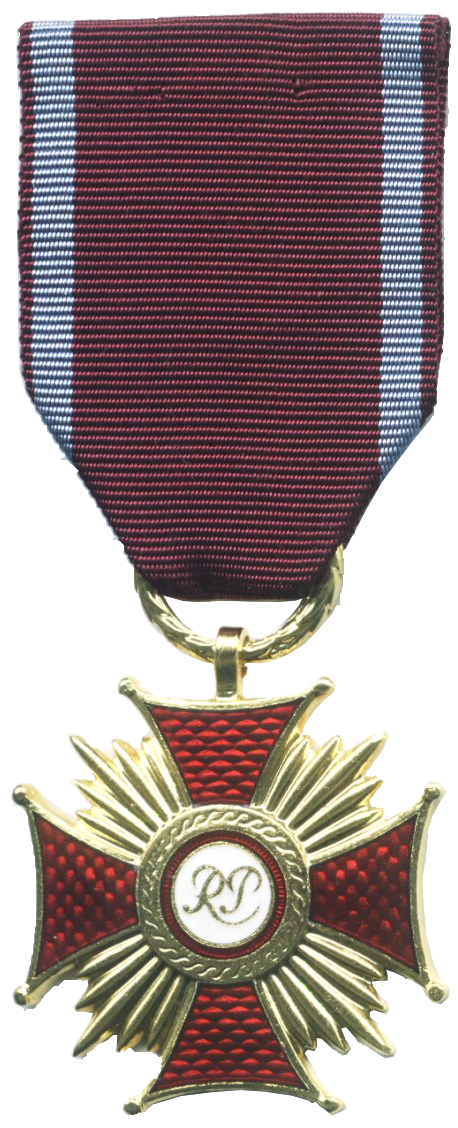
Zlatý Kříž Zásluhy
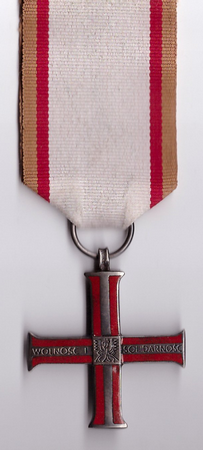
Kříž Volnosti a Solidarity
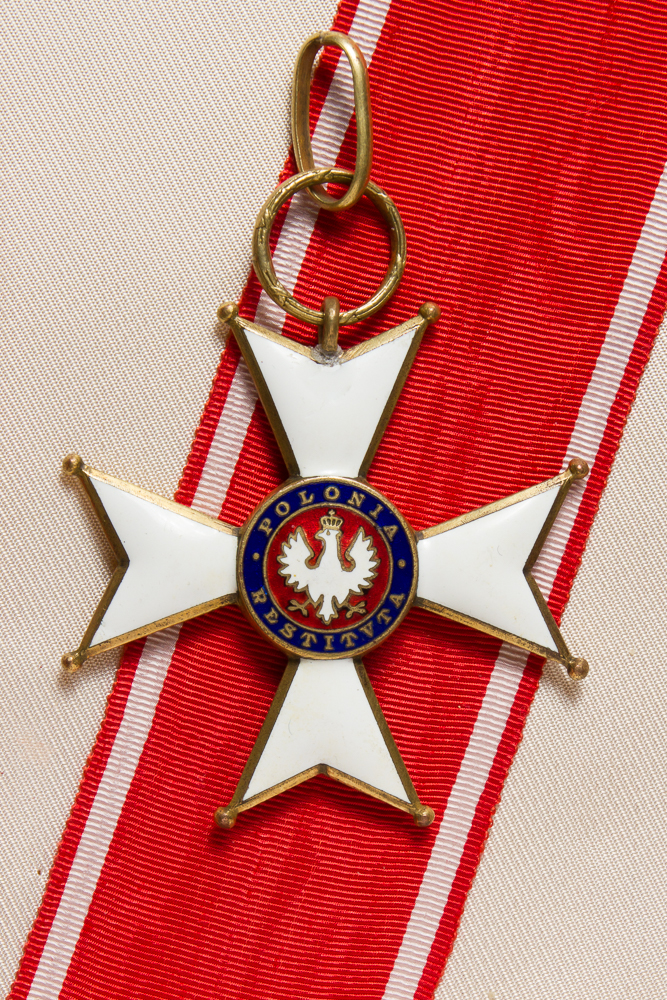
Kříž Důstojnický Řádu Znovuzrození Polska